# Ectemnonotops kiauensis
Ectemnonotops kiauensis är en insektsart som beskrevs av Victor Lallemand 1932. Ectemnonotops kiauensis ingår i släktet Ectemnonotops och familjen spottstritar. Inga underarter finns listade i Catalogue of Life.